# Berlin-Niederschönhausen
Berlin-Niederschönhausen [ˈniːdɐˌʃøːnˈhaʊzən]  est un quartier de Berlin faisant partie de l'arrondissement de Pankow, du nord de la capitale allemande. Intégré lors de la réforme territoriale du Grand Berlin le 1er octobre 1920, il faisait partie de l'ancien district de Pankow jusqu'en 2001 et la formation de l'actuel arrondissement.
Le quartier est célèbre pour le château de Schönhausen et pour le Majakowskiring, la résidence de nombreux hauts responsables du gouvernement de l'ancienne République démocratique allemande (RDA). 

## Géographie

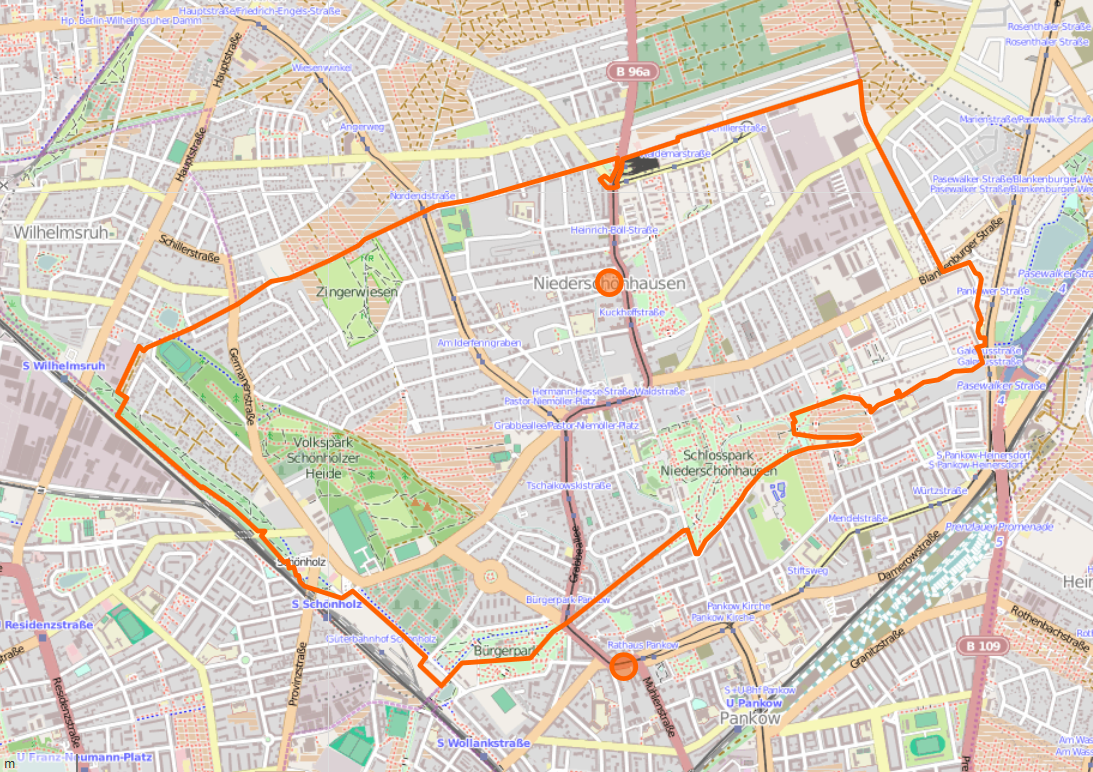
Carte de Niederschönhausen et des quartiers limitrophes.

Le quartier se trouve sur le plateau de Barnim qui s'éleve au nord-est de la vallée de la Sprée. À l'ouest il confine à l'arrondissement de Reinickendorf. Niederschönhausen confine au quartier de Pankow au sud et au quartier de Französisch Buchholz à l'est. Au nord, il confine aux quartiers de Rosenthal et de Wilhelmsruh.
Le quartier est principalement constitué de quartiers résidentiels soignés. La ligne de Berlin à Stralsund (Nordbahn) marque la limite occidentale. La Bundesstraße 96a, une extension de la Bundesstraße 96, traverse le centre historique. Dans l'ouest, il comprend la localité de Schönhausen avec le mémorial soviétique de Schönholzer Heide.

## Histoire

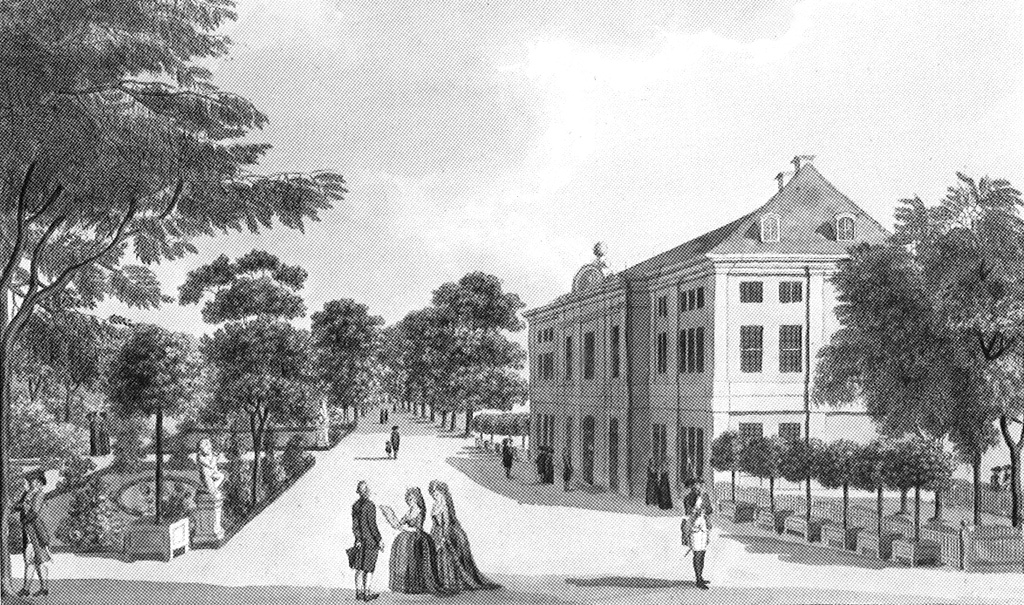
Le château de Schönhausen (1787).

L'ancien village-rue a été créé dans la première moitié du XIIIe siècle au cours de la colonisation germanique de la marche de Brandebourg. La première église date des années 1250. Le lieu de Schonenhusen inferior fut mentionné pour la première fois dans un registre foncier de l'empereur Charles IV en 1375. Nommé probablement d'après Schönhausen dans l'Altmark, l'ajout sert à différencier le village de Hohenschönhausen plus à l'est. 
En 1691, l'électeur Frédéric III de Brandebourg (le futur roi Frédéric Ier en Prusse) acquiert les domaines et y fit ériger un château modeste qui est  modifié et considérablement élargi après son couronnement en 1701. Lorsque le roi Frédéric II de Prusse accéda au trône en 1740, il l'offrit à son épouse Élisabeth-Christine qui y a résidé, séparée de son mari, jusqu'à sa mort en 1797.

## Population
Le quartier comptait 31 029 habitants le 1er janvier 2017 selon le registre des déclarations domiciliaires, soit 4 781 hab./km2.

## Transports

### Gares de S-Bahn
Ligne de Berlin à Stralsund : 
    Schönholz